# مجید عبدالعظیمی
مجید عبدالعظیمی (زاده ۳ دی ۱۳۳۴ - کرمانشاه) بازیگر سینما و تلویزیون اهل ایران است.

## فیلم‌شناسی

### سینما
- گلوگاه شیطان (۱۳۸۹)
- پاپیتال (۱۳۸۵)
- عزیزم من کوک نیستم (۱۳۸۰)
- عیسی می‌آید (۱۳۸۰)
- آخرین تک‌سوار (۱۳۷۷)
- باشگاه سری (۱۳۷۷)
- آخرین نبرد (۱۳۷۶)
- دنیای وارونه (۱۳۷۶)
- یاس‌های وحشی (۱۳۷۶)
- سجده بر آب (۱۳۷۵)
- مردی شبیه باران (۱۳۷۵)
- بیگانه ای در شهر (۱۳۷۴)
- بلوف (۱۳۷۲)

### تلویزیون
- لبه آتش (۱۳۸۹)
- ساختمان ۸۵ (۱۳۸۹)
- کاراگاه علوی ۲ (۱۳۸۷)
- روژان (۱۳۸۲)
- جستجو در شهر (۱۳۸۱)
- دولت عشق (۱۳۸۰)
- غریبه (۱۳۷۹)
- یک میهمان
- آتش و شبنم (۱۳۷۹)
- پروانه‌ها می‌نویسند (۱۳۷۹)
- این گروه پلیس (۱۳۷۸)
- روایت انقلاب (۱۳۷۷)